# 肖散柱茶
肖散柱茶（学名：Camellia liberistyloides）为山茶科山茶属的植物。属中国原产的植物（非从国外引种）。